# Ерик Кантона
Ерик Данијел Пјер Кантона (фр. Eric Daniel Pierre Cantona; Марсељ, 24. мај 1966), бивши је француски фудбалер. Играо је за репрезентацију Француске, клубове у Француској и Енглеској, а нарочито је била успешна његова каријера у дресу Манчестер јунајтеда, где је стекао статус клупске легенде.

## Каријера
Два пута је освајао француско првенство са Олимпиком из Марсеја, пет пута је освојио првенство Енглеске (једном са Лидсом, 4 пута са Манчестер јунајтедом). Освојио је и куп Француске са Монпељеом где је наступао као позајмљени играч Марсеља, са Манчестер јунајтедом је освојио и два ФА купа Енглеске, а узео је и четири трофеја у тзв. Черити шилду одн. суперкупу Енглеске (један са Лидсом, а три са Манчестер јунајтедом).
Кантона је био нападач високог квалитета. Нарав му је пргава и непредвидива, што му је помагало на терену. Истицао се и својим имиџом; обријаном главом и усправном крагном на дресу. Својом вештином и појавом постао је узор многих играча и идол фудбалских навијача. 
После завршетка фудбалске каријере бавио се глумом у комедијама и промоцијом фудбала на песку. Био је тренер француског тима у фудбалу на песку који је 2005. освојио светско првенство.

## Трофеји
Олимпик Марсељ
- Првенство Француске (2) : 1988/89, 1990/91.

Монпеље
- Куп Француске (1) : 1989/90.

Лидс јунајтед
- Првенство Енглеске (1) : 1991/92.
- Черити шилд (1) : 1992.

Манчестер јунајтед
- Премијер лига (4) : 1992/93, 1993/94, 1995/96, 1996/97.
- ФА куп (2) : 1993/94, 1995/96.
- Черити шилд (3) : 1993, 1994, 1996.

Репрезентација
- Европско првенство до 21 године (1) : 1988.